# Куденково (Звонская волость)
Куденково — деревня в Опочецком районе Псковской области России. Входит в состав Звонской волости.
Расположена у восточного берега озера Исенно (Есино), в 30 км к юго-востоку от города Опочка и в 0,5 км к северу от деревни Лобово.
Численность населения по состоянию на 2000 год составляла 12 человек, на 2012 год — 1 человек.
До 2005 года деревня входила в состав ныне упразднённой Лобовской волости с центром в д. Лобово.